# Parachute (film)
Parachute is een Amerikaanse dramafilm uit 2023, geregisseerd en mede-geschreven door Brittany Snow.

## Verhaal
Riley is een jonge vrouw die wordt ontslagen uit een afkickkliniek nadat ze haar behandeling voor een eetstoornis, verslaving en poging tot zelfdoding succesvol heeft afgerond. In dezelfde periode wordt de jonge man, Ethan, uit de gevangenis vrijgelaten. Niet veel later komen de twee elkaar tegen en bloeit er wat moois tussen hen op.

## Rolverdeling
- Courtney Eaton als Riley
- Thomas Mann als Ethan
- Scott Mescudi als Justin
- Francesca Reale als Casey
- Gina Rodriguez als Dr. Akerman
- Joel McHale als Jamie
- Kathryn Gallagher als Gwen
- Owen Thiele als Devon
- Ekaterina Baker als Danielle
- Dave Bautista als Bryce
- Mlé Chester als Janice
- Chrissie Fit als Denise
- Lukas Gage als Dalton
- Kelley Jakle als Katie
- Jeremy Kucharek als Max

## Ontvangst
Parachute ging op 11 maart 2023 tijdens het SXSW Film Festival in Austin, Texas in première en werd door het publiek positief ontvangen. Op Rotten Tomatoes heeft de film een score van 80% op basis van 5 beoordelingen.